# Boesenbergia subulata
Boesenbergia subulata är en enhjärtbladig växtart som beskrevs av S.Sakai och Hidetoshi Nagamasu. Boesenbergia subulata ingår i släktet Boesenbergia och familjen Zingiberaceae. Inga underarter finns listade i Catalogue of Life.